# Russell Athletic Bowl 2016
Match précédent Match suivant
Le Russell Athletic Bowl 2016 est un match de football américain de niveau universitaire joué après la saison régulière de 2016, le 28 décembre 2017 au Camping World Stadium d'Orlando dans l'État de Floride aux États-Unis.
Il s'agit de la 27e édition du Russell Athletic Bowl.
Le match met en présence les équipes des no 16 Mountaineers de la Virginie-Occidentale issus de la Big 12 Conference et des Hurricanes de Miami issus de la Atlantic Coast Conference.
Il débute à ? locales et est retransmis en télévision sur ESPN.
Sponsorisé depuis la saison 2012 par la société Russell Athletic, le match est officiellement dénommé le Russell Athletic Bowl 2016.
Miami gagne le match sur le score de 31 à 14.

## Présentation du match
| Équipes                                                                                       | Conférences | Entraîneurs         | Stats. saison rég. | Classements avant le bowl CFP-AP-Coaches |
| --------------------------------------------------------------------------------------------- | ----------- | ------------------- | ------------------ | ---------------------------------------- |
| Mountaineers de la Virginie-Occidentale                                                       | Big 12      | Dana Holgorsen (en) | 10 - 2             | #16 - #14 - #12                          |
| Hurricanes de Miami                                                                           | ACC         | Mark Richt          | 8 - 4              | NC                                       |
| Arbitre : Ken Williamson (SEC) Équipe donnée favorite par les bookmakers : Miami par 3 points |             |                     |                    |                                          |

Il s'agit de la 20e rencontre entre ces deux équipes, Miami en ayant remporté 16, West Virginia 3.
La dernière rencontre ayant eu lieu en 2003 (victoire de Miami, 22 à 20).

### Mountaineers de la Virginie-Occidentale
Avec un bilan global en saison régulière de 10 victoires et 2 défaites, West Virginia est éligible et accepte l'invitation pour participer au Russell Athletic Bowl de 2017.
Ils terminent 3e de la Big 12 Conference derrière no 5 Oklahoma et no 11 Oklahoma State, avec un bilan en matchs de conférence de 7 victoires et 2 défaites.
À l'issue de la saison 2016 (bowl non compris), ils seront classés #16 au classement CFP, #14 au classement AP et #12 au classement Coaches.
À l'issue de la saison 2016 (bowl compris), ils seront classés #18 au classement AP et #17 au classement Coaches, le classement CFP n'étant pas republié après les bowls.
Il s'agit de leur 4e participation au Russell Athletic Bowl :
- Défaite le 2 janvier 1995, 21 à 24 contre les Gamecocks de la Caroline du Sud;
- Défaite le 29 décembre 1997, 30 à 35 contre les Yellow Jackets de Georgia Tech;
- Défaite le 28 décembre 2010, 7 à 23 contre le Wolfpack de North Carolina State.

### Hurricanes de Miami
Avec un bilan global en saison régulière de 8 victoires et 4 défaites, Miami est éligible et accepte l'invitation pour participer au Russell Athletic Bowl de 2016.
Ils terminent 3e de la Coastal Division de l'Atlantic Coast Conference derrière no 16 Virginia Tech et North Carolina, avec un bilan en matchs de conférence de 5 victoires et 3 défaites.
À l'issue de la saison 2016 (bowl non compris), ils n'apparaissent pas dans les classements CFP, AP et Coaches.
À l'issue de la saison 2016 (bowl compris), ils seront classés #20 au classement AP et #23 au classement Coaches, le classement CFP n'étant pas republié après les bowls.
Il s'agit de leur 5e participation au Russell Athletic Bowl :
- Victoire le 27 décembre 1996, 31 à 21 contre les Cavaliers de la Virginie;
- Victoire le 29 décembre 1998, 43 à 23 contre le Wolfpack de North Carolina State;
- Défaite le 29 décembre 2009, 14 à 20 contre les Badgers du Wisconsin;
- Défaite le 29 décembre 2013, 9 à 36 contre les Cardinals de Louisville.

## Résumé du match
Début du match à 17 h 40, fin à 20 h 59 pour une durée totale de jeu de 3 h 19 min .
Températures de 26 °C, vent d'Ouest-Nord-Ouest de 8 km/h , temps doux.
| QT          | Temps       | Drive       | Drive       | Drive       | Équipe      | Description de l'action | Score | Score |
| QT          | Temps       | Jeux        | Yards       | TDP         | Équipe      | Description de l'action | WV    | MIA   |
| ----------- | ----------- | ----------- | ----------- | ----------- | ----------- | --- | ----- | ----- |
| 1           | 05:40       | 4           | 39          | 01:02       | WV          | TD à la suite d'une course de 6 yards par RB McKoy Kennedy + 1 extra-point par K Molina Mike                                         | 7     | 0     |
| 2           | 06:30       | 1           | 51          | 00:14       | MIA         | TD de 51 yards par WR Richards, Ahmmon à la suite d'une réception d'une passe de QB Kaaya Brad + 1 extra-point par K Badgley Michael | 7     | 7     |
| 2           | 02:11       | 6           | 59          | 02:18       | MIA         | TD de 3 yards par WR Lewis Malcolm à la suite d'une réception d'une passe de QB Kaaya Brad + 1 extra-point par K Badgley Michael     | 7     | 14    |
| 2           | 00:27       | 5           | 70          | 00:52       | MIA         | TD de 26 yards par WR Berrios Braxton à la suite d'une réception d'une passe de QB Kaaya Brad + 1 extra-point par K Badgley Michael  | 7     | 21    |
| 3           | 11:04       | 8           | 75          | 03:56       | MIA         | TD de 23 yards par TE Njoku David à la suite d'une réception d'une passe de QB Kaaya Brad + 1 extra-point par K Badgley Michael      | 7     | 28    |
| 3           | 07:50       | 9           | 75          | 03:14       | WV          | TD à la suite d'une course de 4 yards par QB Howard Skyler + 1 extra-point par K Molina Mike                                         | 14    | 28    |
| 3           | 04:26       | 10          | 47          | 03:24       | MIA         | FG de 30 yards par K Badgley Michael                                                                                                 | 14    | 31    |
| Score final | Score final | Score final | Score final | Score final | Score final | Score final | 14    | 31    |

## Statistiques
| Meilleur joueur (MVP) |        |       |
| Nom                   | Équipe | Poste |
| Brad Kaaya            | Miami  | QB    |

| Statistiques par équipe                |                                                      |                                                      |
| Statistiques                           | WV                                                   | MIA                                                  |
| 1er down                               | 11                                                   | 20                                                   |
| 1er down à la course                   | 3                                                    | 4                                                    |
| 1er down à la passe                    | 6                                                    | 14                                                   |
| 1er down suite pénalité                | 2                                                    | 2                                                    |
| Conversion de 3e down                  | 6/17                                                 | 0/12                                                 |
| Conversion de 4e down                  | 0/2                                                  | 0/1                                                  |
| Jeux–yards                             | 65 jeux pour 229 yards                               | 68 jeux pour 363 yards                               |
| Yards à la course                      | 39 courses pour 95 yards moyenne de 2,4 yards/course | 34 courses pour 81 yards moyenne de 2,4 yards/course |
| Yards à la passe                       | 134                                                  | 282                                                  |
| Passes : Réussies-Tentées-Interceptées | 17/26 passes complétées, 0 interception              | 24/34 passes complétées, 0 interception              |
| Réussite en zone rouge/chances         | 2/2                                                  | 2/3                                                  |
| TD                                     | 2                                                    | 4                                                    |
| Field Goals                            | 0/0                                                  | 1/1                                                  |
| Sacks (Nombre-Yards)                   | 1 pour 6 yards adverses perdus                       | 4 pour 42 yards adverses perdus                      |
| Fumbles (Nombre/Perdus)                | 2/1                                                  | 1/0                                                  |
| Pénalités (Nombre/Yards perdus)        | 11 pour 108 yards perdus                             | 8 pour 89 yards perdus                               |
| Temps de possession                    | 28:14                                                | 31:46                                                |

| Statistiques individuelles |                  |                                                                         |
| Quaterbacks                |                  |                                                                         |
| WV                         | Howard, Skyler   | 17/26 passes complétées, 136 yards, 0 interception, 0 TD, 4 sacks subis |
| MIA                        | Kaaya, Brad      | 24/34 passes complétées, 282 yards, 0 interception, 4 TD, 1 sack subi   |
| Meilleurs coureurs         |                  |                                                                         |
| WV                         | Howard, Skyler   | 21 courses pour 106 yards nets gagnés, 1 TD, moyenne de 3 yards/course  |
| MIA                        | Walton, Mark     | 17 courses pour 52 yards nets gagnés, 0 TD, moyenne de 3,1 yards/course |
| Meilleurs receveurs        |                  |                                                                         |
| WV                         | Gibson, Shelton  | 5 réceptions pour 61 yards gagnés, 0 TD                                 |
| MIA                        | Richards, Ahmmon | 3 réceptions pour 68 yards gagnés, 1 TD                                 |
| Meilleurs tacleurs         |                  |                                                                         |
| WV                         | White, Kyzir     | 6 tacles dont 3 en solo, 1 TFL (3 yards)                                |
| MIA                        | Elder, Corn      | 7 tacles dont 6 en solo,                                                |